# 飯廳

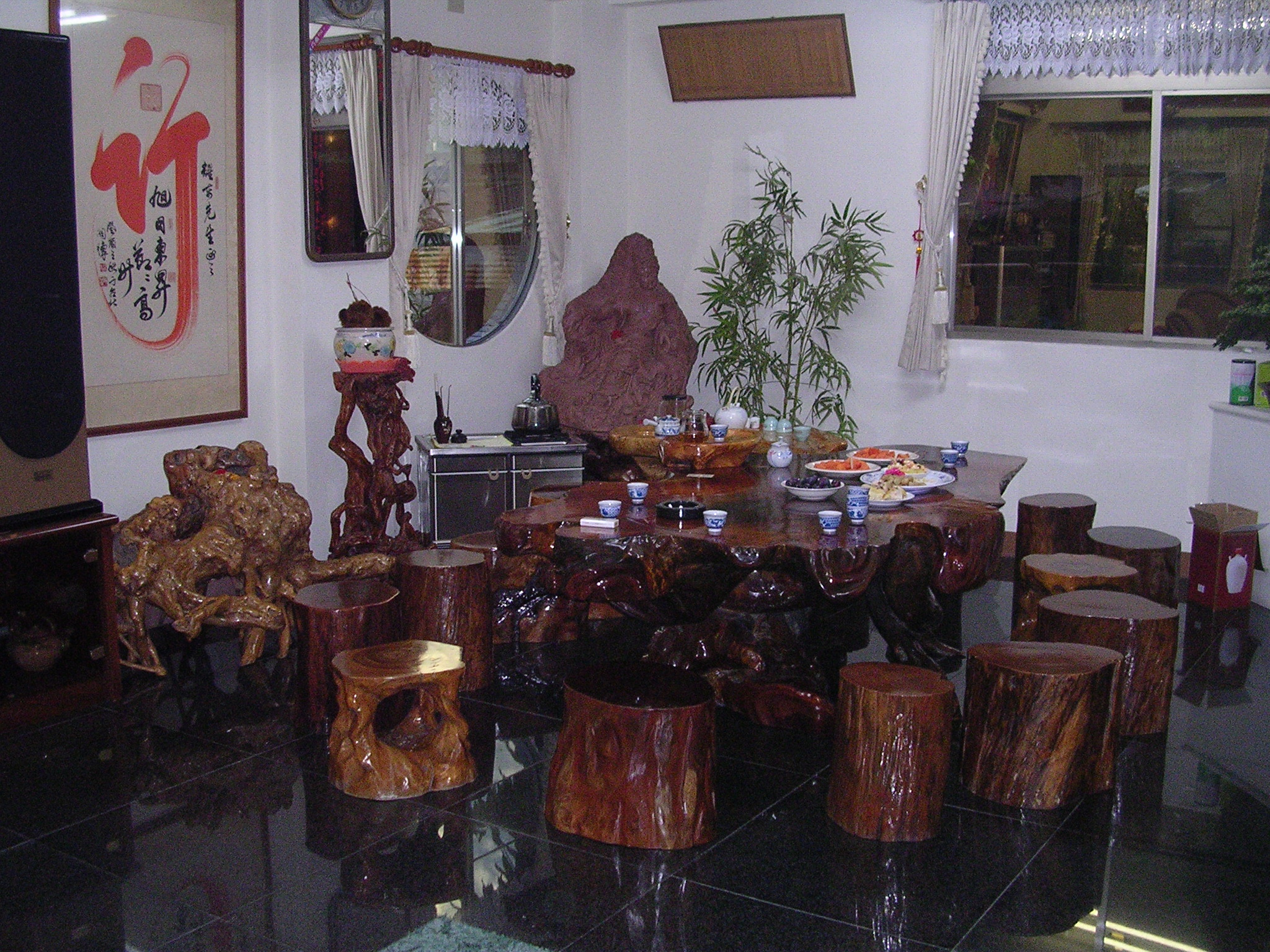
一间传统风格的中式飯廳

飯廳（或稱餐廳）是指可在內進食的房間，在飯廳內備有供放置食物的桌子，及供用餐者坐著的椅子，飯廳通常設於廚房旁邊以利烹飪者上菜。